# Мэггс, Тони
То́ни Мэггс (англ. Tony Maggs, 9 февраля 1937, Претория — 2 июня 2009, Претория) — южноафриканский автогонщик. Является вторым самым успешным пилотом Формулы-1 из Южной Африки после Джоди Шектера.

## Карьера
- После автоспортивных выступлений в Южной Африке Тони Мэггс в 1959 переехал в Англию. Талант африканца был быстро замечен, он начал выступать в Формуле-2 Cooper. B 1960 Тони занял третье место в Vanwall Trophy.
- В 1961 Кен Тиррелл взял Мэггса в команду Cooper в Formula Junior. В этой гоночной серии Тони Мэггс выиграл восемь гонок и разделил чемпионский титул с Йо Зиффертом. Также он принял участие в двух этапах «Формулы-1».
- В 1962 Тони Мэггс был взят в команду Cooper вместе с Брюсом МакЛареном. Тони дважды пришёл на подиум и занял в общем зачёте 7 место. В следующем году Мэггс остался в команде и стал восьмым в чемпионате. Однако в 1964 он был заменён на Фила Хилла. На машине BRM Мэггс два раза пришёл в очках.
- В 1965 Тони участвовал в Гран-при ЮАР, после чего занял второе место в Гран-при Рима и четвёртое — в Олтон-Парке и По в чемпионате Формулы-2, а также третье место в 12 часах Себринга.
- В планах Мэггса значилось продолжение карьеры автогонщика в «Формуле-2». Но когда на гонке в Питермарицбурге произошёл несчастный случай — машина Тони Мэггса сбила насмерть мальчика, вбежавшего в запретную зону — Тони ушёл из автоспорта и стал фермером[1].

## Интересные факты
Тони Мэггс вновь стал предметом обсуждения прессы в 1967 году. Самолёт, на котором летел бывший пилот «Формулы-1», потерпел крушение. Серьёзно пострадав в аварии, получив травмы и ожоги, автогонщик нашёл в себе силы спасать своих попутчиков из-под обломков разбитого самолёта.

## Выступления вФормуле-1
| Легенда к таблице |                                                                    |
| --- | ------------------------------------------------------------------ |
| В таблице перечислены результаты всех Гран-при Формулы-1, в которых принимал участие гонщик. Строками таблицы являются сезоны, столбцами — этапы чемпионата мира. В каждой клетке указаны сокращённое название этапа и результат, дополнительно обозначенный цветом. Расшифровка обозначений и цветов представлена в нижеследующей таблице. |                                                                    |
| \| Пример \| Описание \| \| ------------ \| ------------------------------------------------------------------ \| \| 1 \| Победитель \| \| 2 \| Второе место \| \| 3 \| Третье место \| \| 5 \| Финишировал, заработав очки \| \| Сход \| Не финишировал, но при этом заработал очки \| \| 12 \| Финишировал, не получив очков \| \| НКЛ \| Финишировал, но не попал в финальную классификацию \| \| 15 \| Участвовал вне зачёта, либо по отдельной классификации \| \| 18 \| Не финишировал, но попал в финальную классификацию \| \| Сход \| Не финишировал \| \| НКВ \| Не прошёл квалификацию \| \| НПКВ \| Не прошёл предквалификацию \| \| ДСК \| Дисквалифицирован \| \| ИСК \| Исключён из протокола соревнований \| \| ТТ \| Заявлен для участия только в тренировках \| \| НС \| Участвовал в квалификации, но не стартовал в гонке \| \| Т \| Травмирован или болен \| \| ОТК \| Отказ от участия \| \| НТР \| Прибыл на соревнования, но на трассу не выезжал \| \| НПР \| Был заявлен в числе участников, но не прибыл к началу соревнований \| \| О \| Соревнования отменены \| \| \| Не участвовал \| \| Поул-позиция \| \| \| Быстрый круг \| \| |                                                                    |
| Пример | Описание                                                           |
| 1 | Победитель                                                         |
| 2 | Второе место                                                       |
| 3 | Третье место                                                       |
| 5 | Финишировал, заработав очки                                        |
| Сход | Не финишировал, но при этом заработал очки                         |
| 12 | Финишировал, не получив очков                                      |
| НКЛ | Финишировал, но не попал в финальную классификацию                 |
| 15 | Участвовал вне зачёта, либо по отдельной классификации             |
| 18 | Не финишировал, но попал в финальную классификацию                 |
| Сход | Не финишировал                                                     |
| НКВ | Не прошёл квалификацию                                             |
| НПКВ | Не прошёл предквалификацию                                         |
| ДСК | Дисквалифицирован                                                  |
| ИСК | Исключён из протокола соревнований                                 |
| ТТ | Заявлен для участия только в тренировках                           |
| НС | Участвовал в квалификации, но не стартовал в гонке                 |
| Т | Травмирован или болен                                              |
| ОТК | Отказ от участия                                                   |
| НТР | Прибыл на соревнования, но на трассу не выезжал                    |
| НПР | Был заявлен в числе участников, но не прибыл к началу соревнований |
| О | Соревнования отменены                                              |
| | Не участвовал                                                      |
| Поул-позиция |                                                                    |
| Быстрый круг |                                                                    |

| Сезон | Команда             | Шасси      | Двигатель                   | Ш | 1      | 2        | 3        | 4     | 5        | 6        | 7     | 8        | 9        | 10    | Место | Очки |
| ----- | ------------------- | ---------- | --------------------------- | - | ------ | -------- | -------- | ----- | -------- | -------- | ----- | -------- | -------- | ----- | ----- | ---- |
| 1961  | Louise Bryden-Brown | Lotus 18   | Coventry Climax FPF 1,5 L4  | D | МОН    | НИД      | БЕЛ      | ФРА   | ВЕЛ 13   | ГЕР 11   | ИТА   | США      |          |       | —     | 0    |
| 1962  | Cooper Car Co       | Cooper T55 | Coventry Climax FPF 1,5 L4  | D | НИД 5  | МОН Сход |          |       |          | ГЕР 9    |       |          |          |       | 7     | 13   |
| 1962  | Cooper Car Co       | Cooper T60 | Coventry Climax FWMV 1,5 V8 | D |        |          | БЕЛ Сход | ФРА 2 | ВЕЛ 6    |          | ИТА 7 | США 7    | ЮАР 3    |       | 7     | 13   |
| 1963  | Cooper Car Co       | Cooper T66 | Coventry Climax FWMV 1,5 V8 | D | МОН 5  | БЕЛ 7    | НИД Сход | ФРА 2 | ВЕЛ 9    | ГЕР Сход | ИТА 6 | США Сход | МЕК Сход | ЮАР 7 | 8     | 9    |
| 1964  | Scuderia Centro Sud | BRM P57    | BRM P56 1,5 V8              | D | МОН    | НИД НС   | БЕЛ НС   | ФРА   | ВЕЛ Сход | ГЕР 6    | АВТ 4 | ИТА      | США      | МЕК   | 12    | 4    |
| 1965  | Reg Parnell Racing  | Lotus 25   | BRM P56 1,5 V8              | D | ЮАР 11 | МОН      | БЕЛ      | ФРА   | ВЕЛ      | НИД      | ГЕР   | ИТА      | США      | МЕК   | —     | 0    |